# Jembra pallida
Jembra pallida är en insektsart som beskrevs av Metcalf och James Heathman Horton 1934. Jembra pallida ingår i släktet Jembra och familjen spottstritar. Inga underarter finns listade i Catalogue of Life.